# 梁幾
梁幾（?—?），三国时曹魏官员，司马懿属下的参军。
魏兴郡太守申仪秘密报告新城郡太守孟达通蜀，但魏明帝曹叡不信。屯宛城的司马懿派梁幾去调查孟达，劝孟达入朝。当时诸葛亮写信给孟达，诱孟达倒戈归蜀。孟达害怕事情败露，于是作乱。《三国演义》上梁幾作梁畿，司马懿派他到新城。他对孟达谎称司马懿已率军赴长安，抵御蜀汉犯境。孟达暗喜，设宴款待梁畿，送其出城。